# Marcos Luiz dos Mares Guia
Marcos Luiz dos Mares Guia (Santa Bárbara, 3 de junho de 1935 – Belo Horizonte, 25 de agosto de 2002) foi um bioquímico, pesquisador e professor universitário brasileiro.
Comendador e grande oficial da Ordem Nacional do Mérito Científico, Marcos era professor emérito do Instituto de Ciências Biológicas da Universidade Federal de Minas Gerais (UFMG) e um dos responsáveis pela descoberta da insulina humana recombinante que fez do Brasil o líder dessa produção.

## Biografia
Marcos nasceu na cidade mineira de Santa Bárbara, em 1935. Era filho de José Maria dos Mares Guia, médico, e de Judith dos Mares Guia (1909-2019). Marcos era o mais velho entre os oito filhos do casal: Marcos, Walfrido, Lolinha, Lelete, Zicaca, Leleta, João Batista e José Luiz.
Influenciado pelo avô farmacêutico, e pelo pai médico, Marcos ingressou na Escola de Medicina de Minas Gerais, hoje parte da Universidade Federal de Minas Gerais, em 1953. Graduado em 1958, casou-se com Henriqueta, com quem teria seis filhos e em 1960 ele partia para os Estados Unidos, onde fez doutorado pela Universidade Tulane, na área de enzimologia com bolsa da Fundação Rockefeller, retornando ao país em 1964. Entre 1971 e 1972, esteve de volta aos Estados Unidos para um estágio de pós-doutorado no MD Anderson Cancer Center, em Houston, no Texas.
De volta ao Brasil, Marcos ingressou no Instituto de Ciências Biológicas da UFMG, de onde foi professor assistente, titular e depois emérito. Junto do professor Carlos Ribeiro Diniz, Marcos organizou o curso de pós-graduação em Bioquímica da instituição, que foi aprovado em 1967. Juntos eles montaram um laboratório com a mais avançada tecnologia da época e essa unidade serviu como base para a criação da primeira empresa capaz de fabricar enzimas no Brasil, a Biobrás. Considerado de grande relevância para o país, a empresa piloto foi montada em Montes Claros e a partir de 1976 começou a produção.

## Insulina
Marcos coordenava um projeto em parceria com vários profissionais da UFMG, da Universidade de Brasília e da própria Biobrás que explorava maneiras de se produzir insulina humana. Sua operação pioneira de insulina no Brasil começou em 1979 obtida de pâncreas animal. Até então, a insulina comercializada e utilizada por diabéticos era extraída do pâncreas de bois e porcos, o que podia levar a problemas como reações alérgicas bem como não apresentar eficácia para alguns pacientes.
Em 1983, a Biobrás iniciou o desenvolvimento de insulinas altamente purificadas, inclusive a formulação da insulina injetável, ou seja, um medicamento pronto para uso, tornando-se a quarta maior produtora mundial integrada de insulina e a maior da América Latina, exportando para mais de 25 países. No final da década de 1990, a Biobrás concluiu o desenvolvimento da tecnologia de produção de insulina humana recombinante. Adquirida através da bactéria Escherichia coli, comum na flora intestinal humana, a técnica consiste em introduzir na bactéria o gene da pró-insulina humana e assim, a bactéria passa a produzir o hormônio. Esse processo permite fabricar insulina humana, in vitro, em apenas 30 dias. Apenas quatro empresas no mundo, incluindo a Biobrás, tinham tecnologia industrial para a produção da insulina recombinante. Em 2002, a empresa foi vendida para a dinamarquesa Novo Nordisk.

## Morte
Marcos morreu em 25 de agosto de 2002, em Belo Horizonte, aos 67 anos, devido a complicações causadas por um câncer no pâncreas. Deixou a esposa, Henriqueta Martins dos Mares Guia, os filhos Frederico, Cristiana, Juliana, Luciana, Tatiana e Fabiana, e muitos netos.

## Legado
O Prêmio de Pesquisa Básica “Marcos Luiz dos Mares Guia” foi criado pelo Governo do Estado e concedido pela Fundação de Amparo à Pesquisa de Minas Gerais (Fapemig), é entregue, em anos pares, a pesquisadores mineiros e, em anos ímpares, a unidades de instituição ou empresa.

## Prêmios
Marcos Ocupou cargos importantes, dentre os quais a presidência do Conselho Nacional de Desenvolvimento Científico e Tecnológico (CNPq) de 1991 a 1993 e chefiou o Laboratório de Enzimologia e Físico-Química da UFMG até 2002. Foi presidente da Sociedade Brasileira de Biotecnologia e o de presidente da Sociedade Brasileira de Bioquímica. Recebeu inúmeras homenagens ainda em vida.
- 1976 - Prêmio Marques Lisboa, Associação Médica de Minas Gerais
- 1992 - A Grande Medalha da Inconfidência
- 1992 - Comendador da Ordem de Rio Branco
- 1990 - Prêmio IBM ao Desenvolvimento Tecnológico
- 1995 - Comendador da Ordem Nacional do Mérito Científico
- 2000 - Grã-Cruz da Ordem Nacional do Mérito Científico